# کاته
کاته (به پرتغالی: Caeté) یک منطقهٔ مسکونی در برزیل است که در میناز ژرایس واقع شده‌است. کاته ۵۴۱٬۰۹۴ کیلومتر مربع مساحت و ۴۵٬۰۴۷ نفر جمعیت دارد و ۹۴۵ متر بالاتر از سطح دریا واقع شده‌است.